# Шпис, Ганс
Ганс Шпис (нем. Hans Spiess; 1440, Франкфурт-на-Майне — 1511, Прага, Земли Чешской короны) — каменщик и строитель немецкого происхождения, много работавший в Богемии.

## Биография
Родился 1440 года во Франкфурте-на-Майне, вероятно, в семье кузнеца Конрада Шписа (нем. Konrad Spieß), известного работника литейного цеха при соборе Святого Варфоломея. В этом цехе он, скорее всего, учился.
Не позднее 1484 года Ган Шпис со своим цехом по приглашению короля Владислава II Ягеллона переехал в Прагу, где начал работу над перестройкой Пражского Града в должности королевского мастера (нем. werkmeister). Проживал на Градчанах, где в 1486 году получил в дар от короля два жилых дома. С 1491 года был членом ратуши на Градчанах, а с 1504 по 1507 году занимал должность бургомистра.
Умер до 13 ноября 1511 года в богемской столице, Праге.

## Работы
- Штернбергская капелла в Соборе Святого Варфоломея в Пльзне (1472 год).
- Своды нефа и башня костёла Святых Петра и Павла[чеш.] в Мельнике (1486-1488 годы).
- Вероятно, перестройка в готическом стиле замка[чеш.] в Мельнике. Впоследствии замок был перестроен в ренессансном стиле.
- Малый зал («Владиславова спальня») в старом королевском дворце на Пражском граде (до 1490 года).
- Королевский ораторий в Соборе Святого Вита в Праге (с 1490 по 1493 годы).
- Новый свод в церкви Успения Пресвятой Девы Марии и Святого Карла Великого в Праге (1498 год). Не сохранился.
- Совместно с Бенедиктом Рейтом реконструкция королевской капеллы, сокровищницы, караульного помещения и дворца в замке Кршивоклат (1490е годы).
- Возможно, статуи апостолов в королевской часовне в  замке Кршивоклат (1490е годы).
- Возможно, декоративные элементы и реконструкция Староместской ратуши.
- Возможно, реконструкция замка Карлштейн.

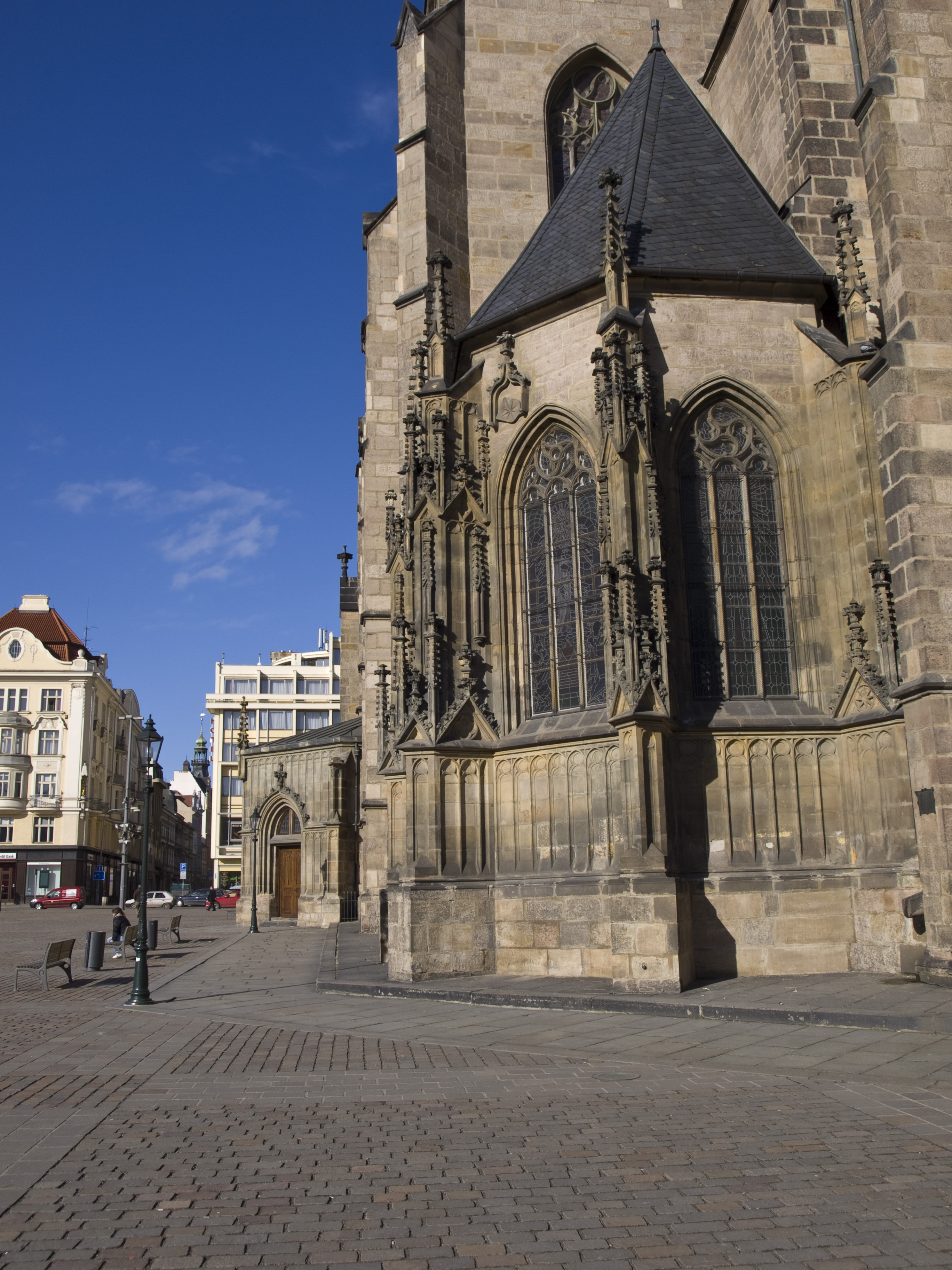
Штернбергская капелла в Соборе Святого Варфоломея в Пльзне
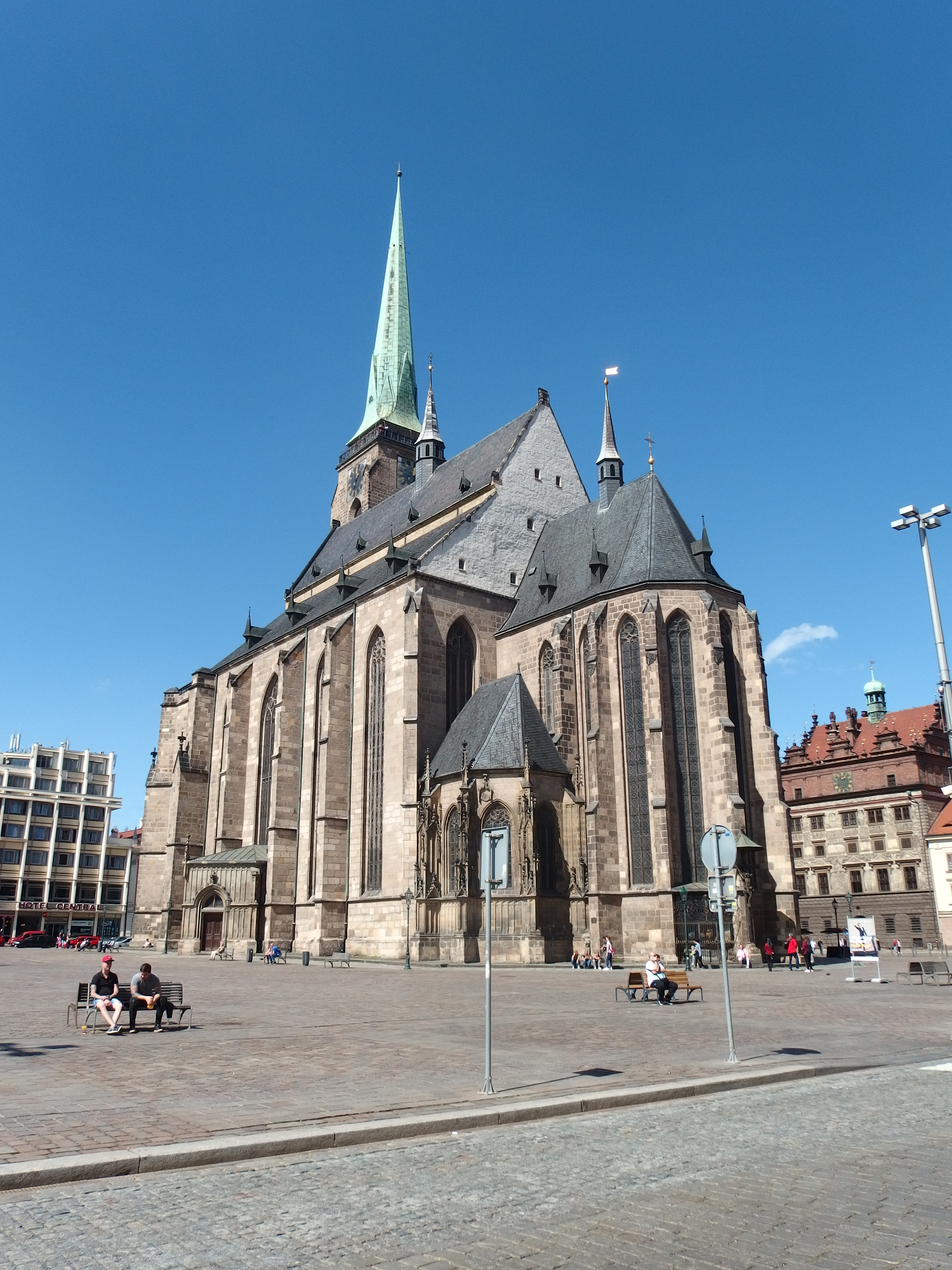
Панорамный вид на Штернбергскую капеллу
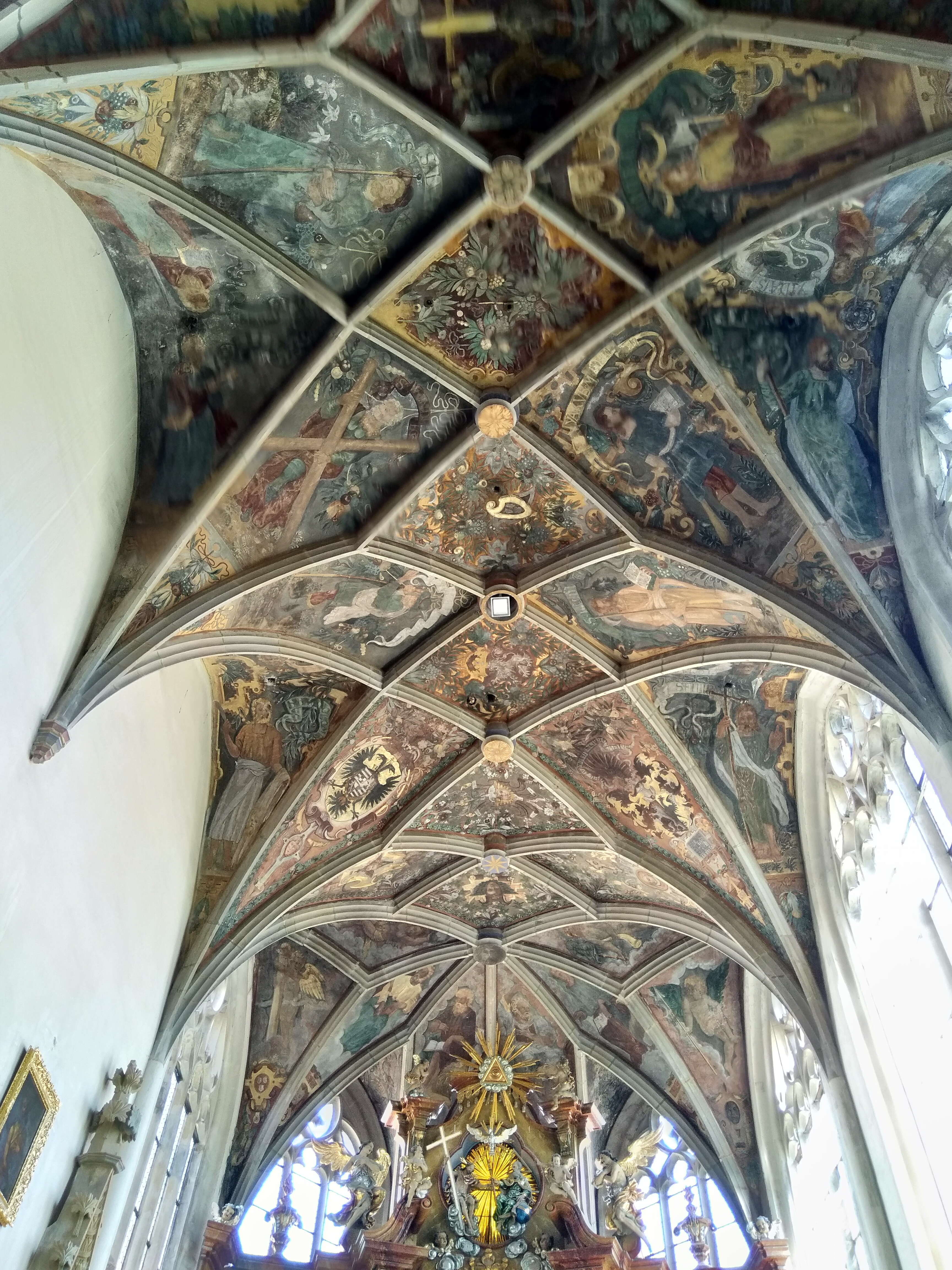
Своды нефа костёла Святых Петра и Павла в Мельнике
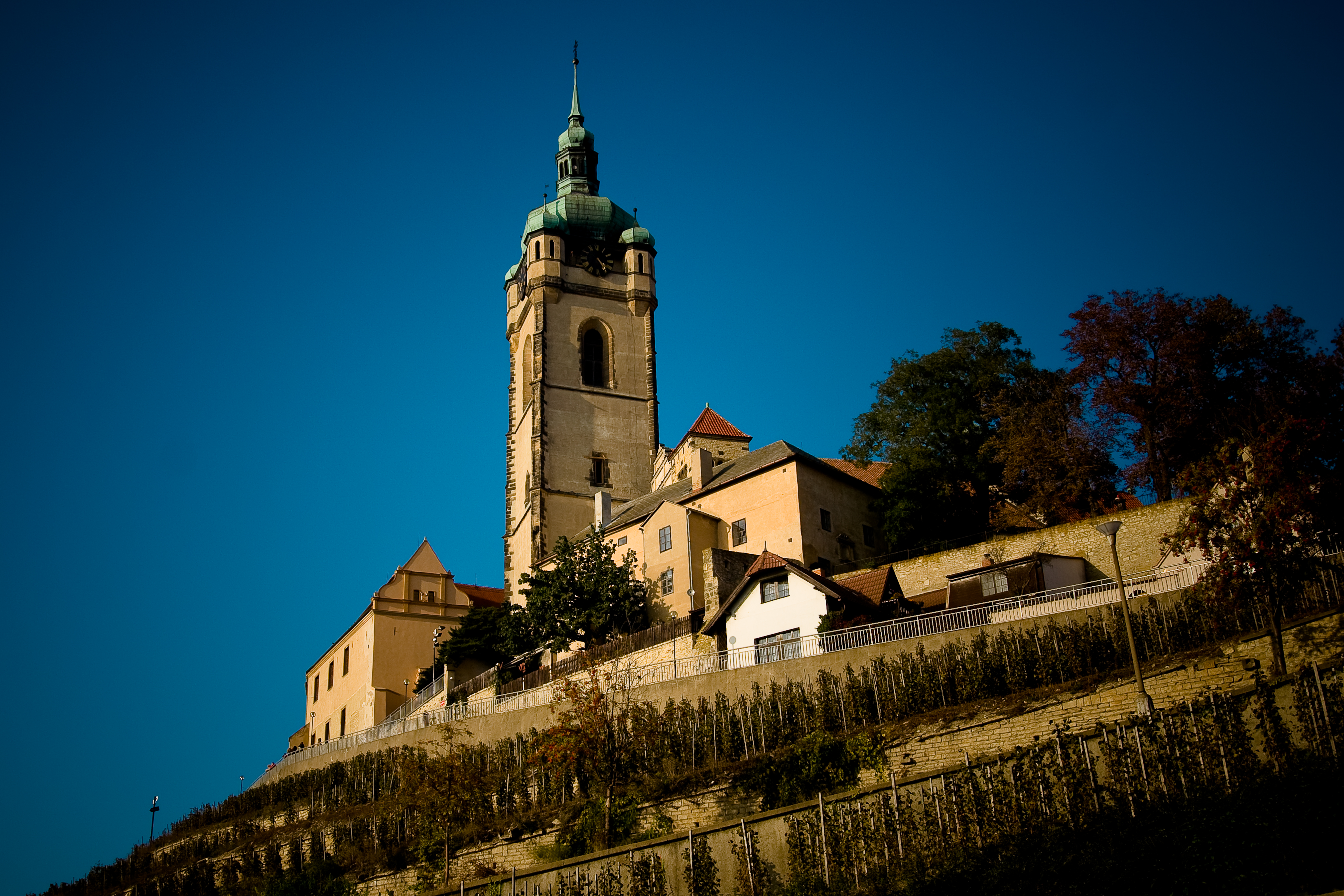
Вид на башню костёла Святых Петра и Павла
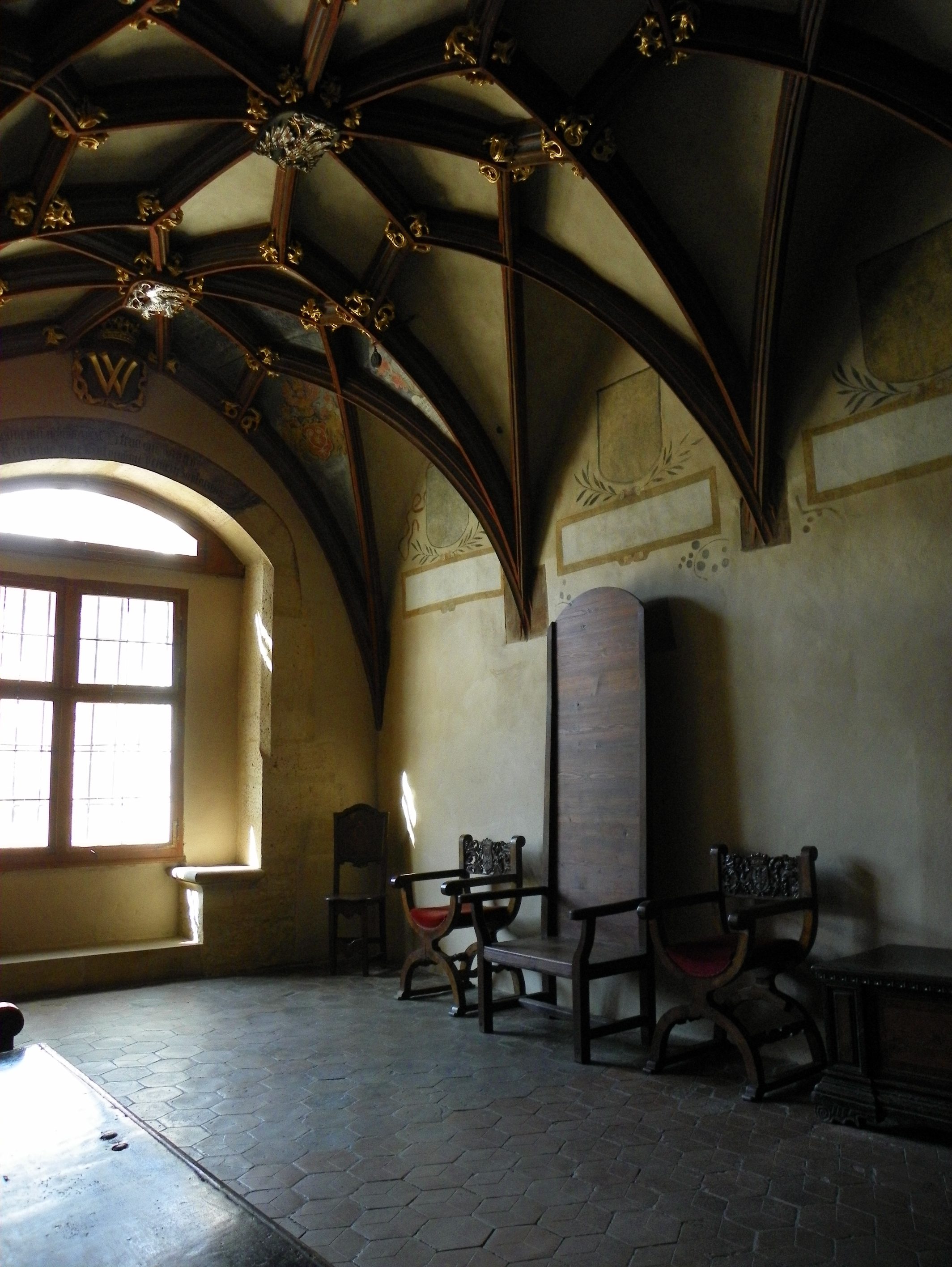
Малый зал («Владиславова спальня») в старом королевском дворце на Пражском граде
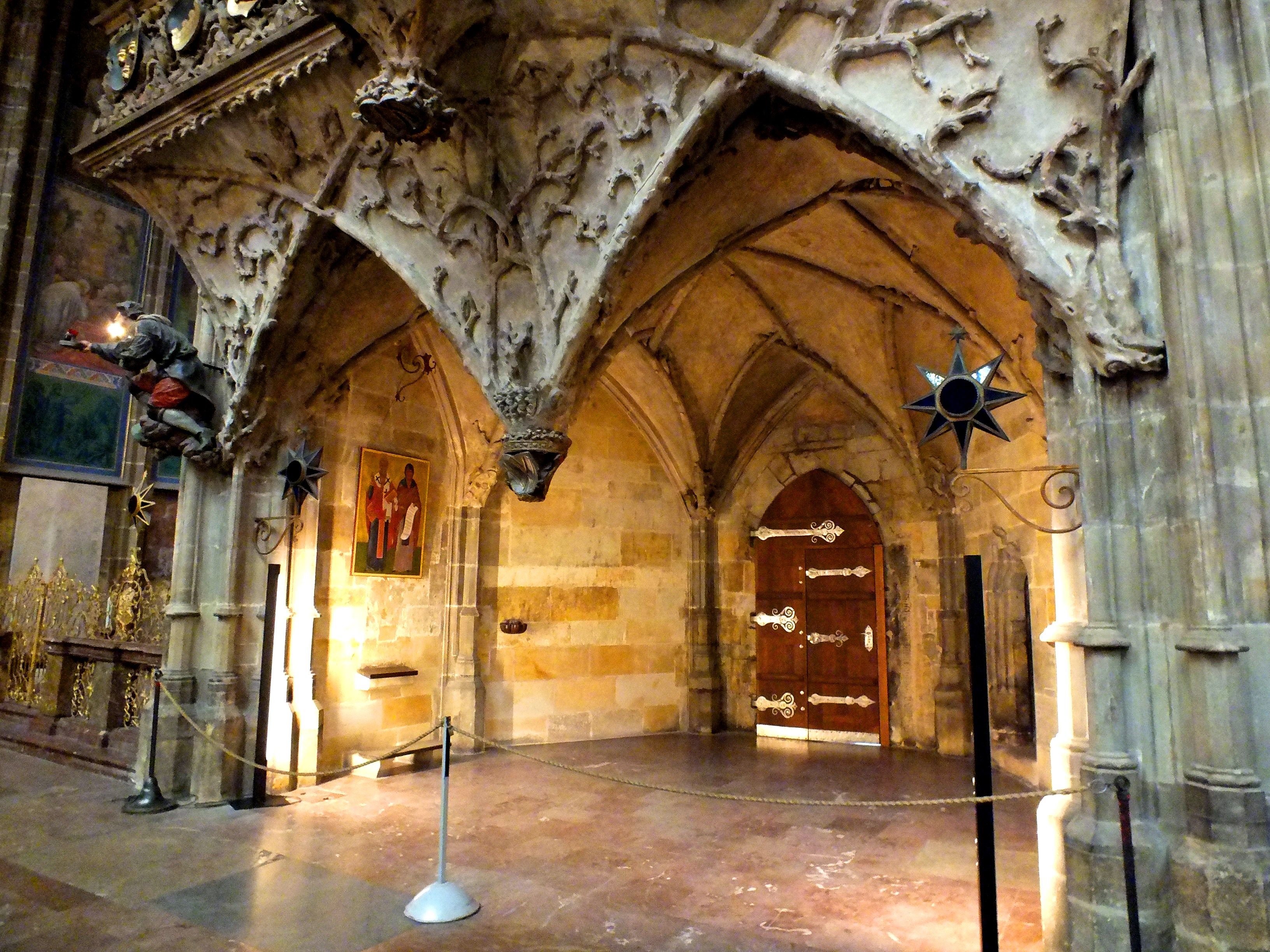
Королевский ораторий в Соборе Святого Вита в Праге
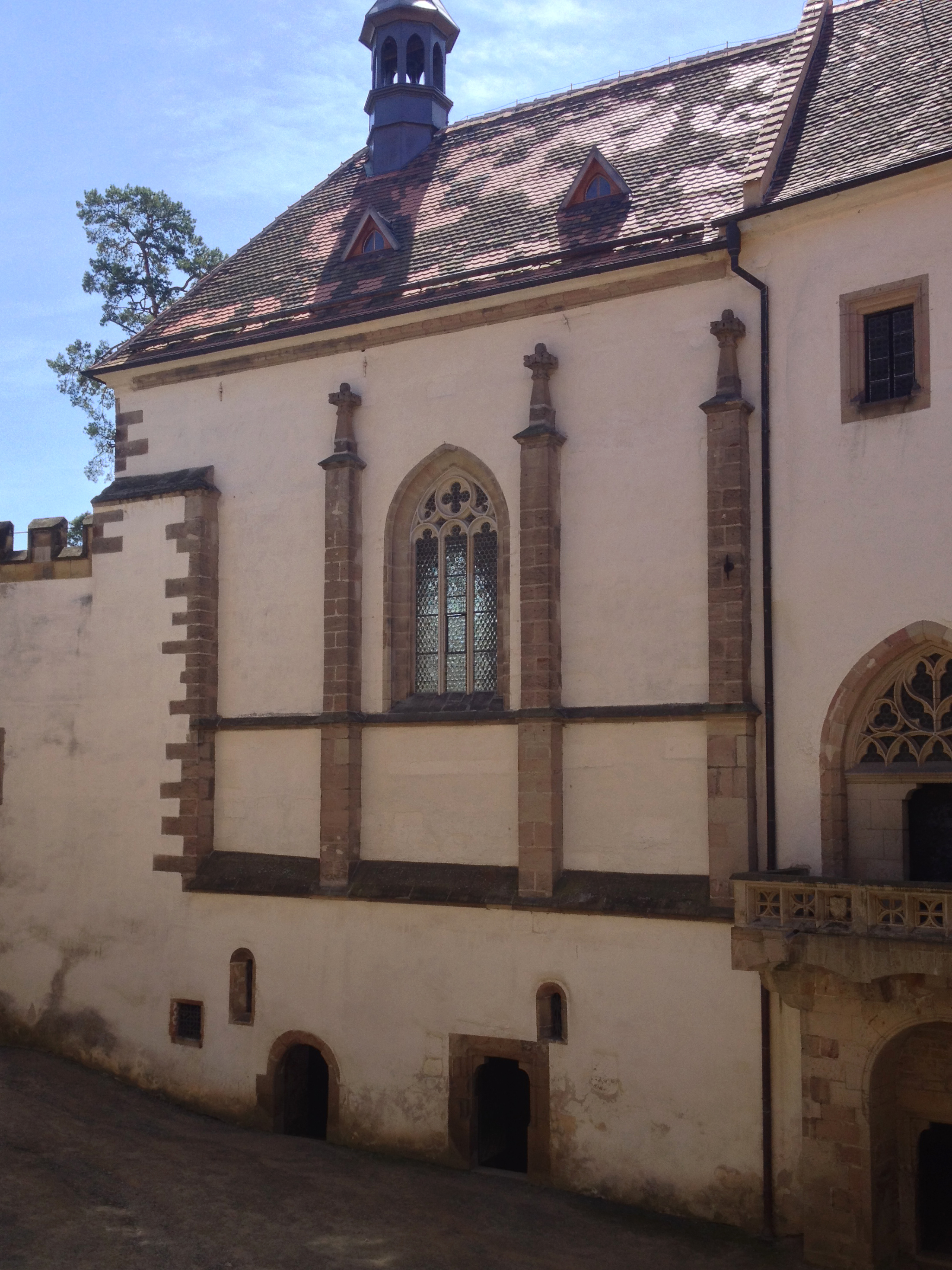
Королевская капелла замка Кршивоклат
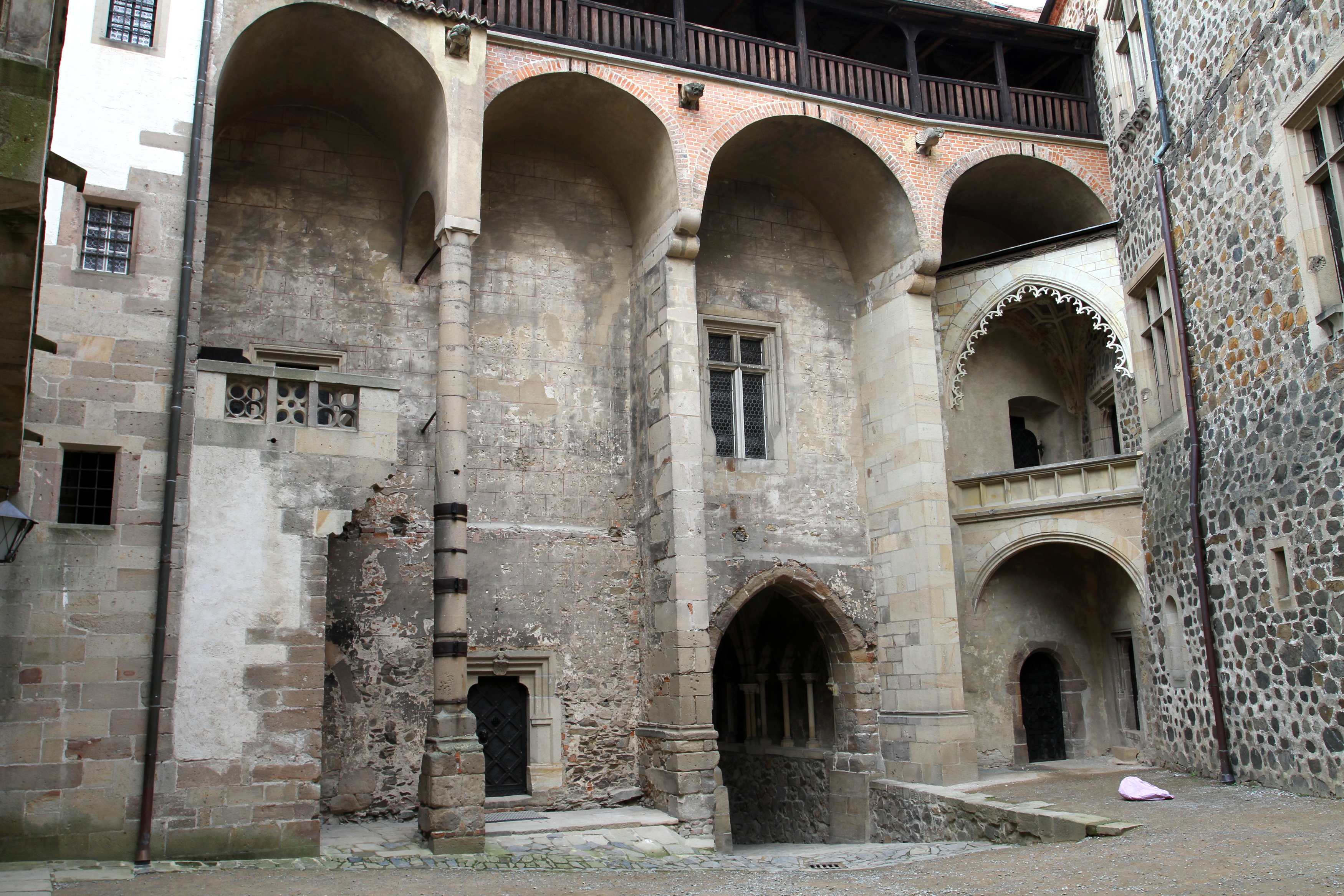
Окованная дверь в сокровищницу замка Кршивоклат
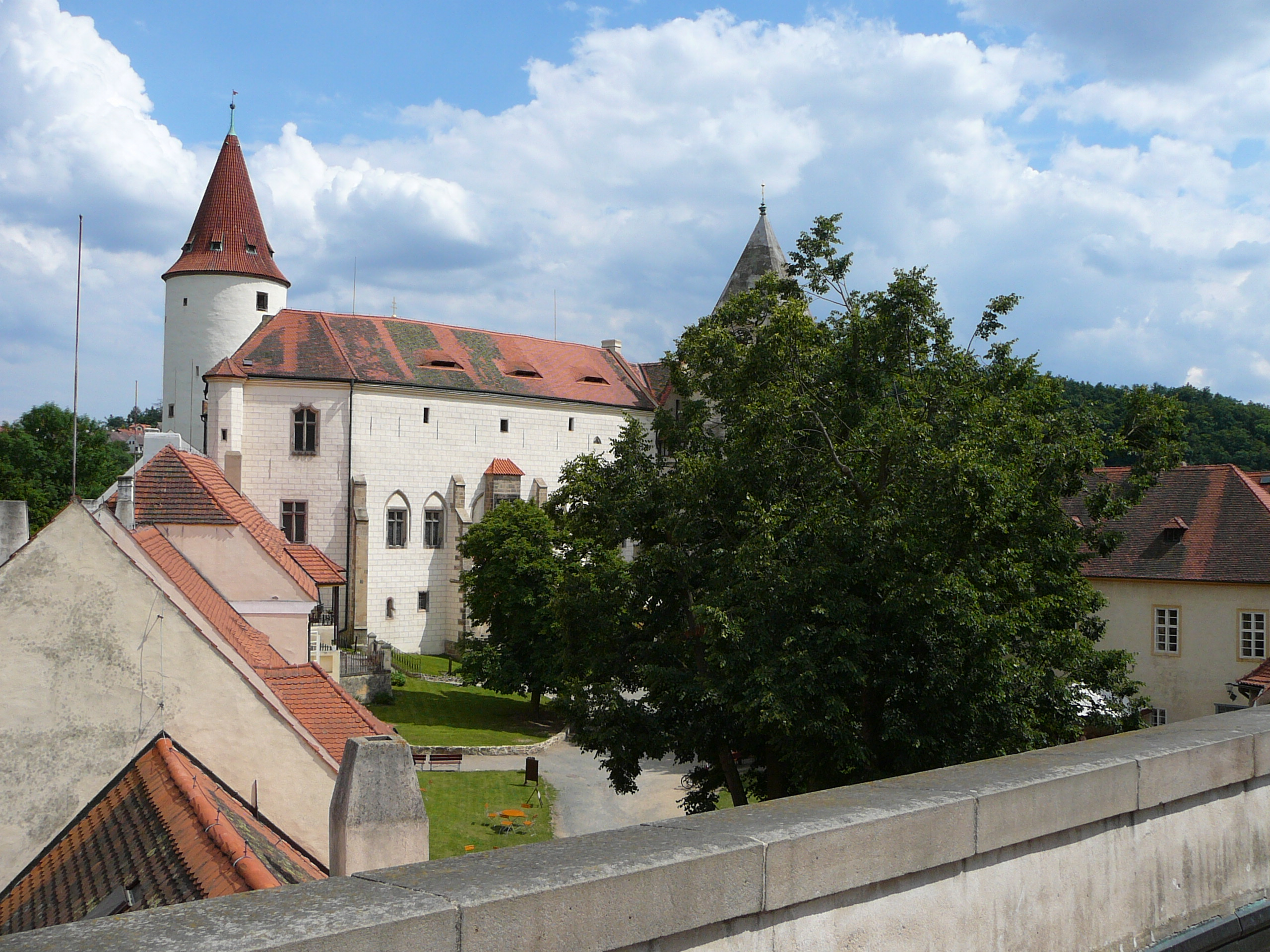
Вид на дворец замка Кршивоклат
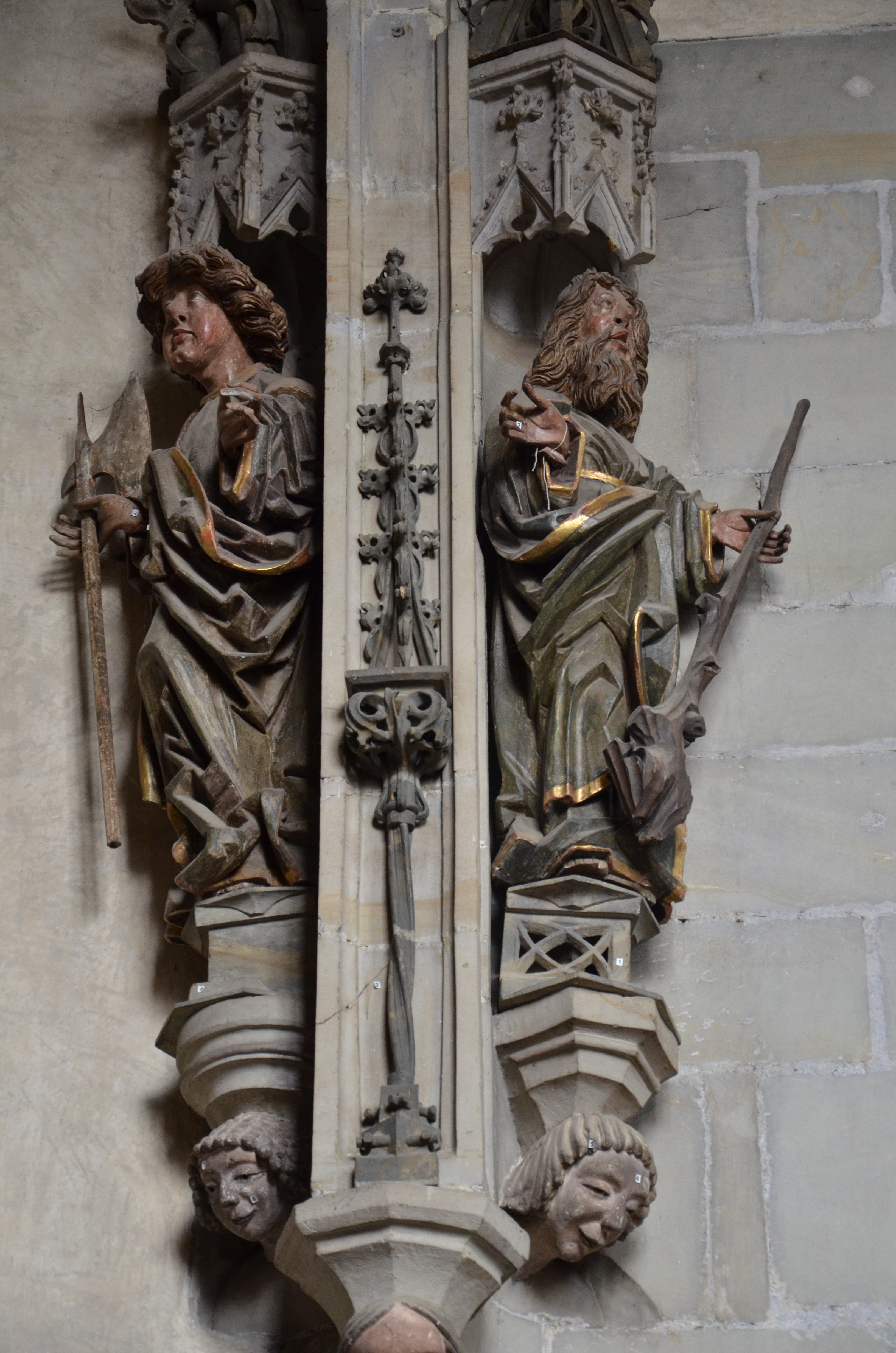
Статуи апостолов в королевской капелле замка Кршивоклат
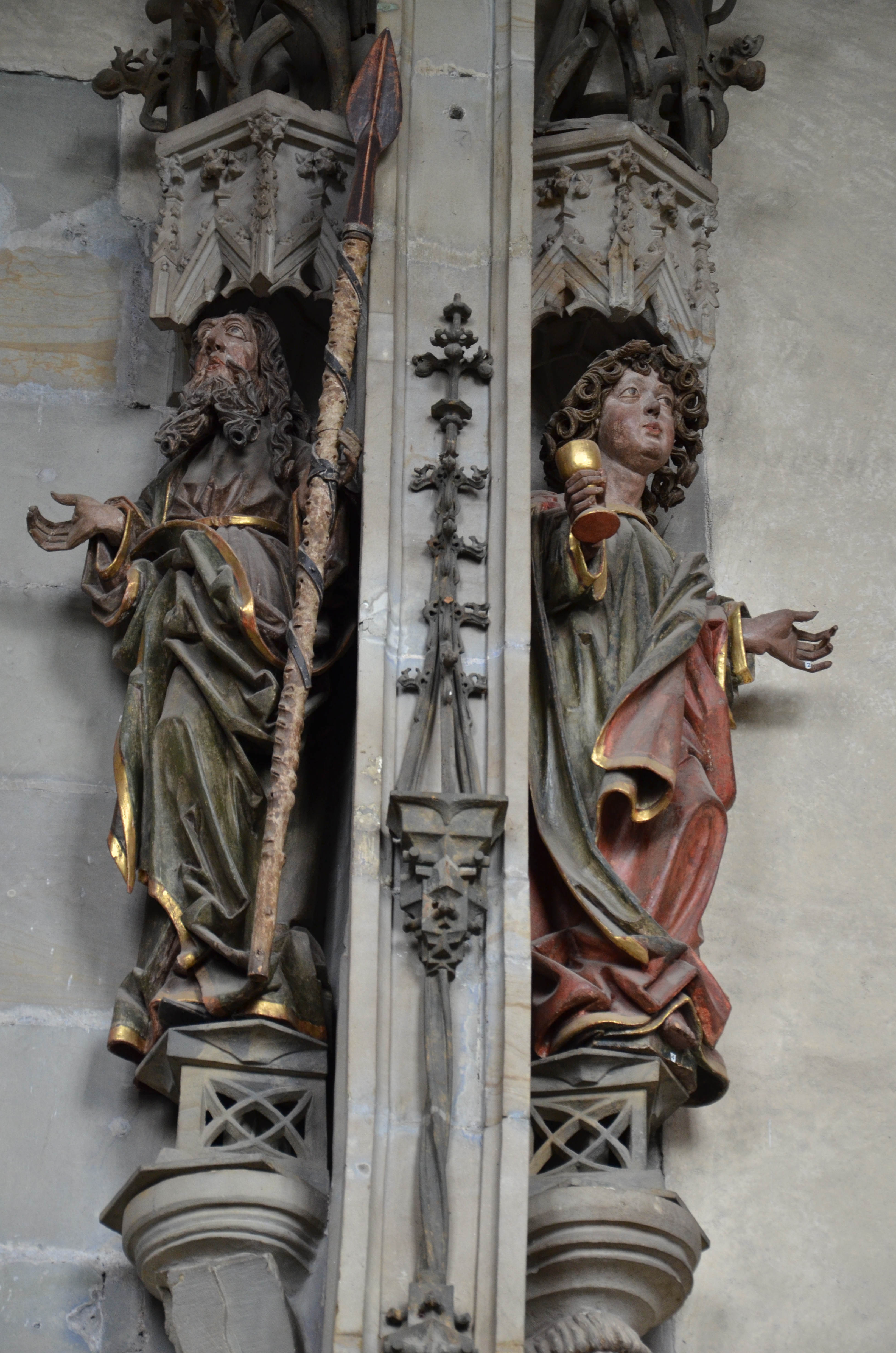
Статуи апостолов в королевской капелле замка Кршивоклат
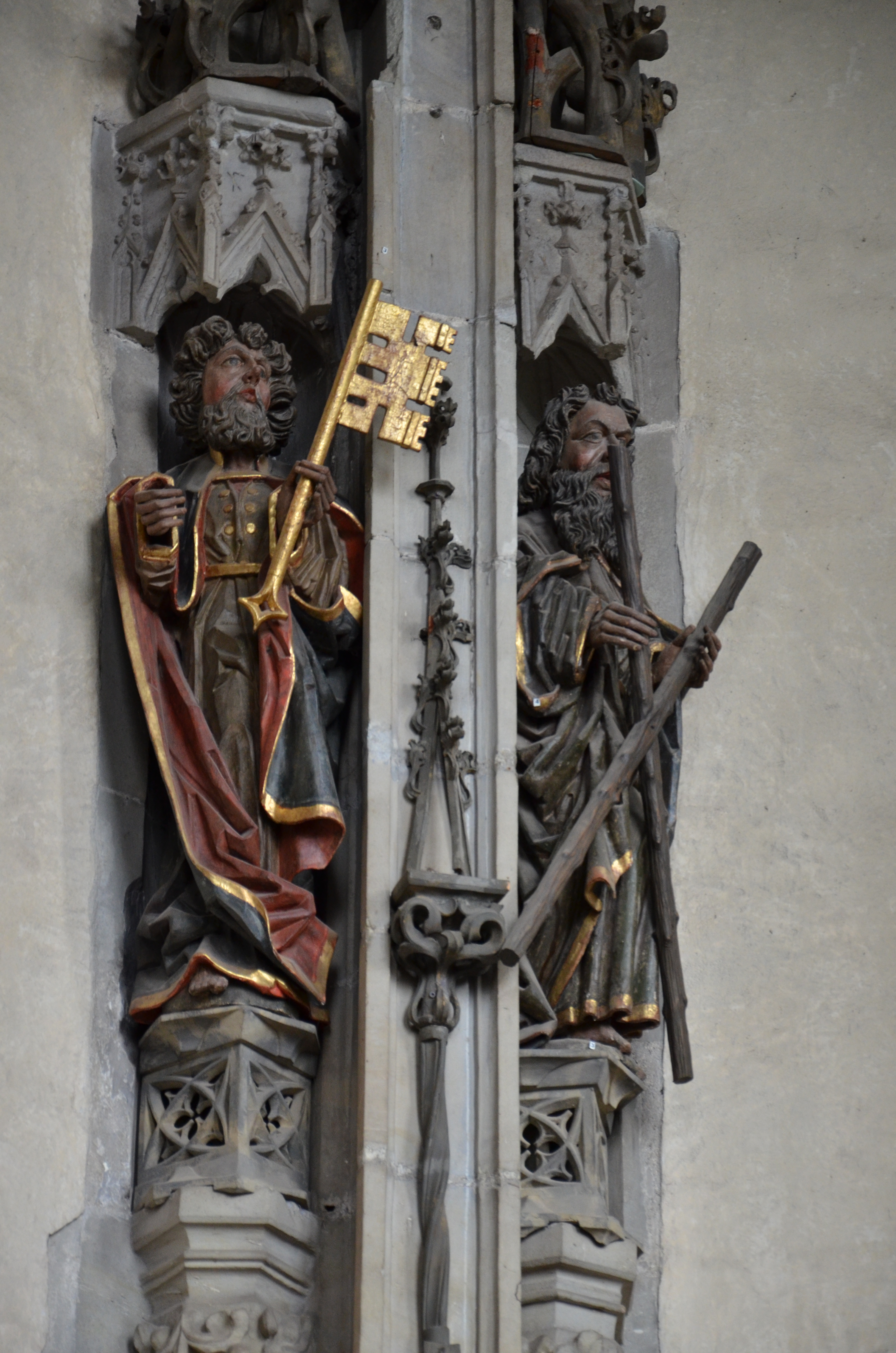
Статуи апостолов в королевской капелле замка Кршивоклат
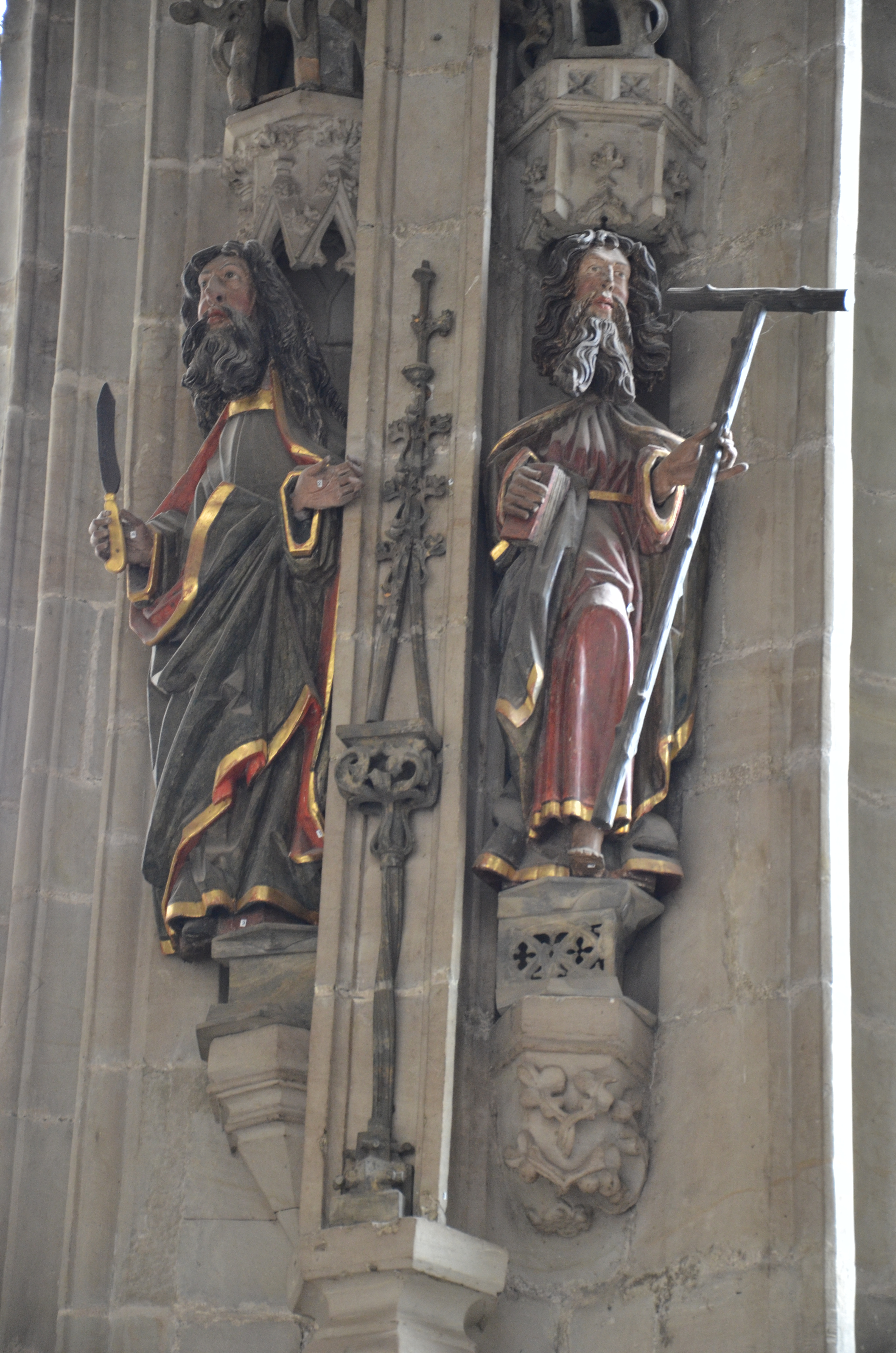
Статуи апостолов в королевской капелле замка Кршивоклат
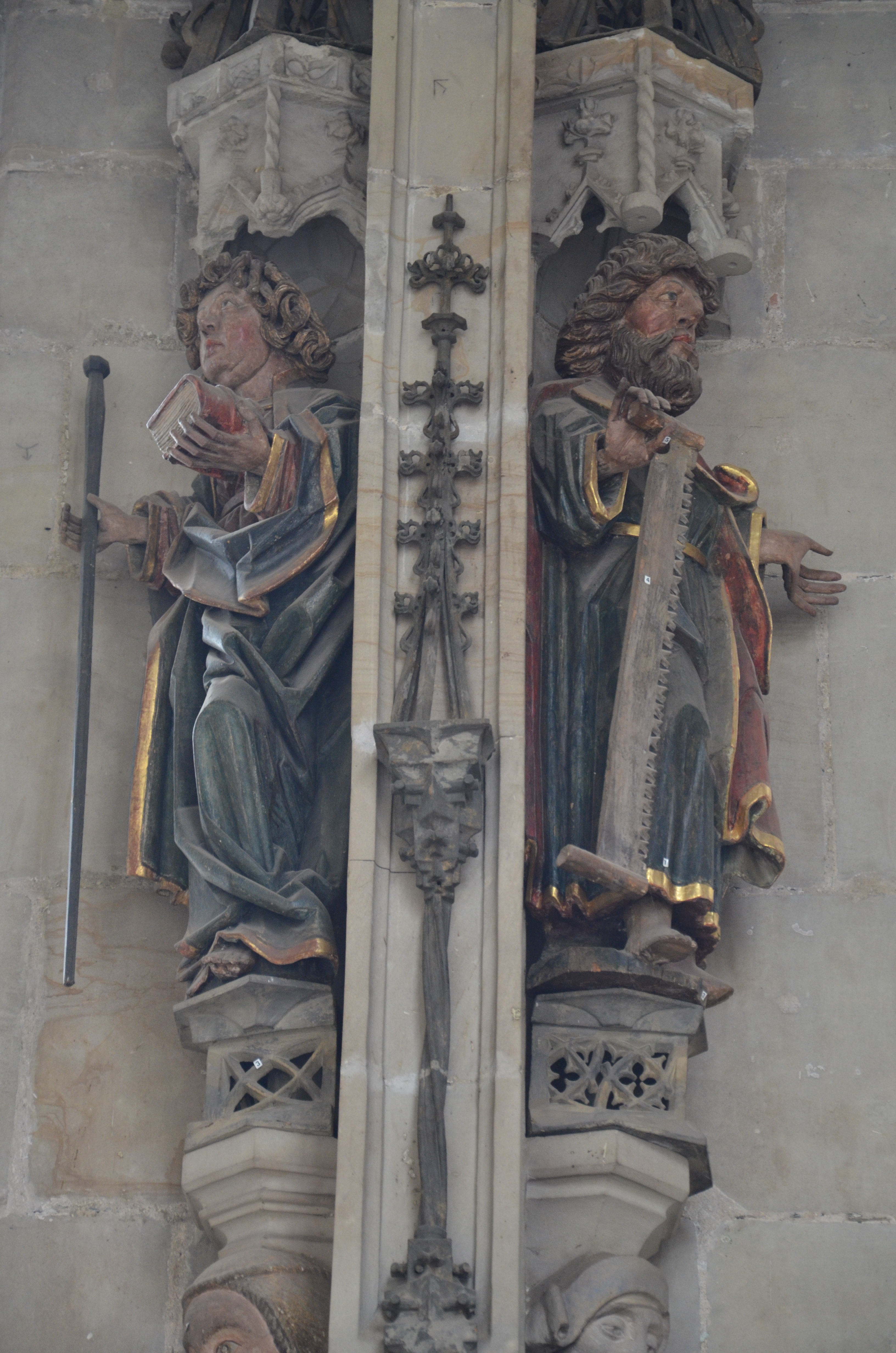
Статуи апостолов в королевской капелле замка Кршивоклат
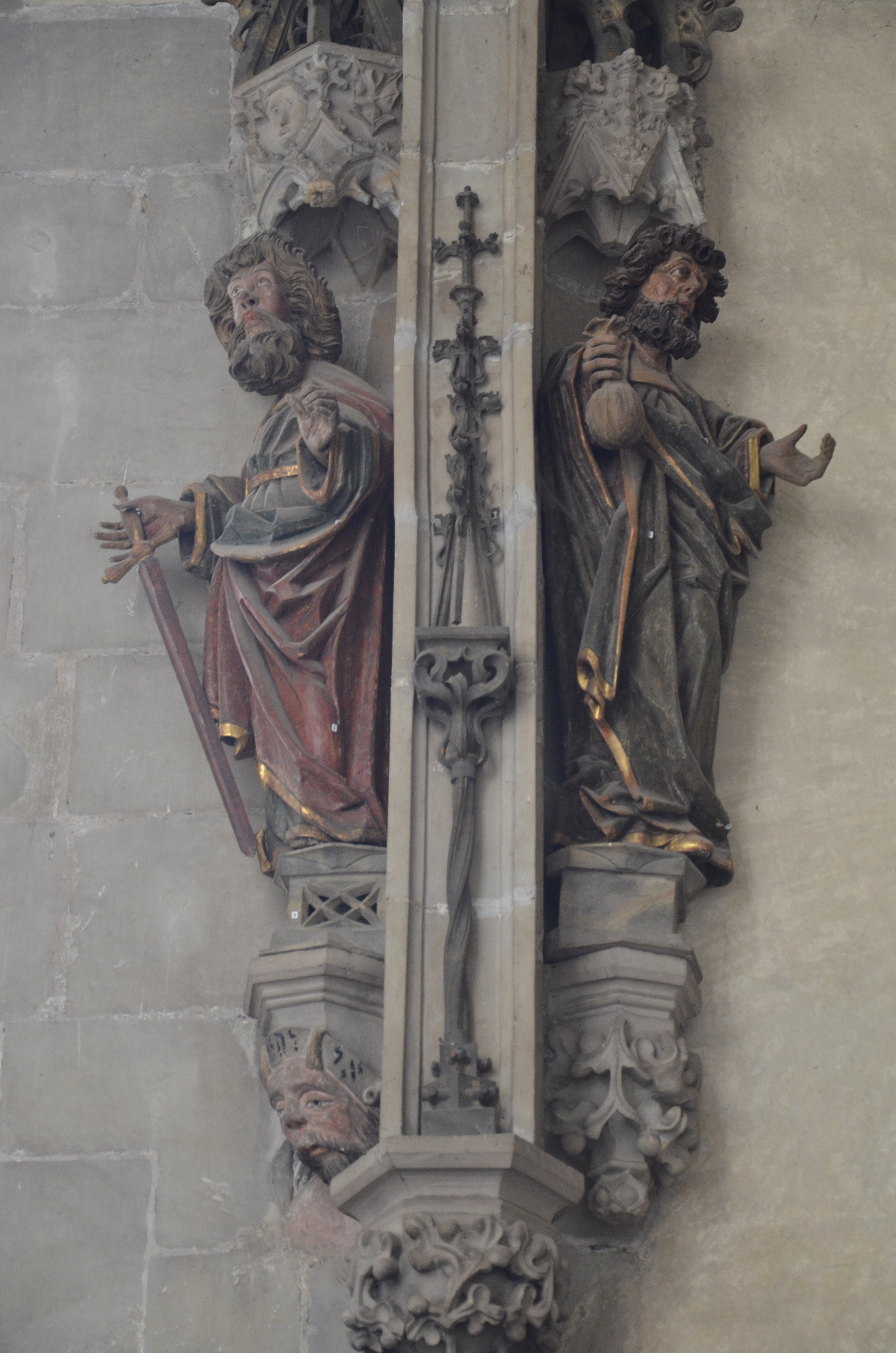
Статуи апостолов в королевской капелле замка Кршивоклат
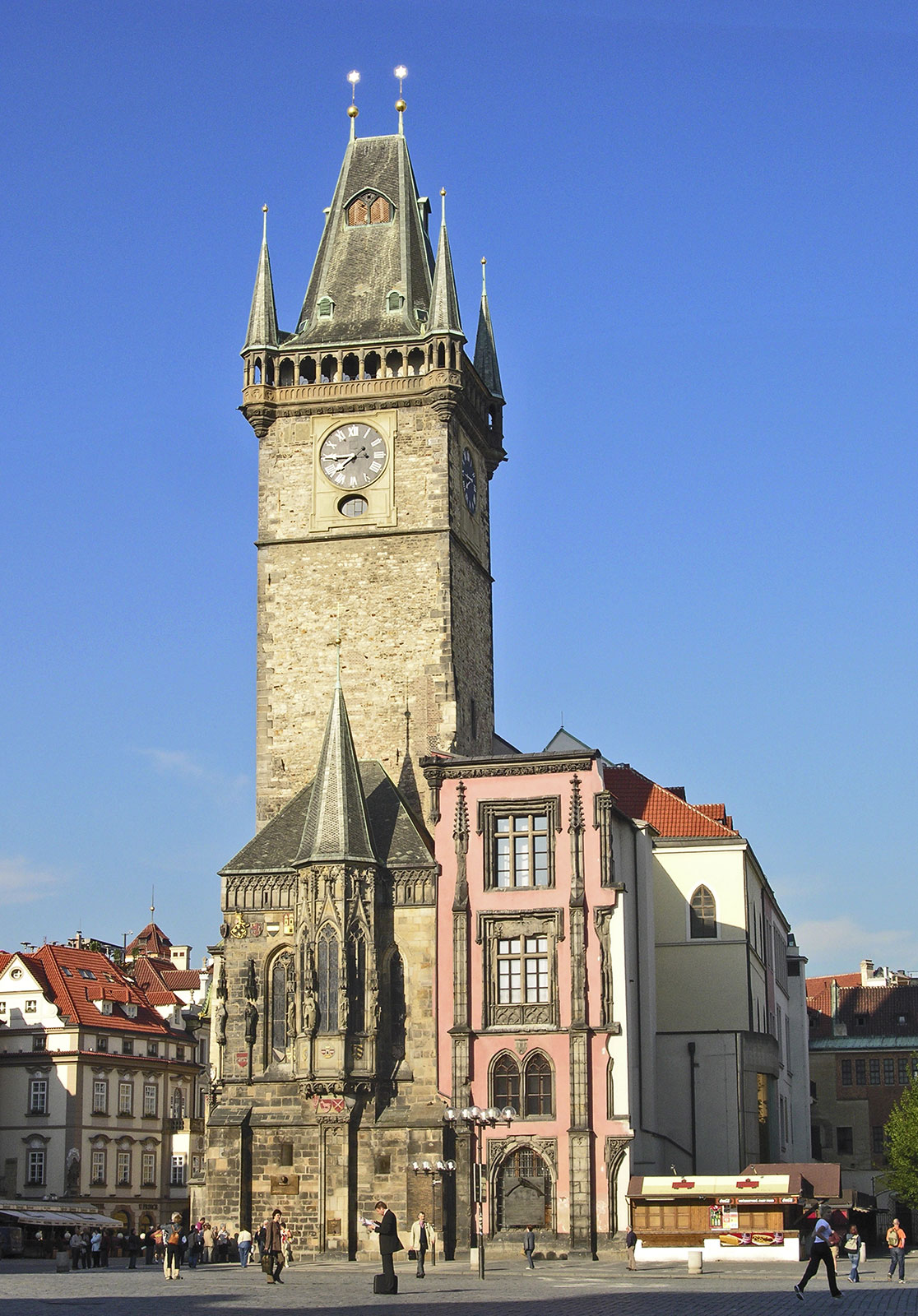
Староместская ратуша
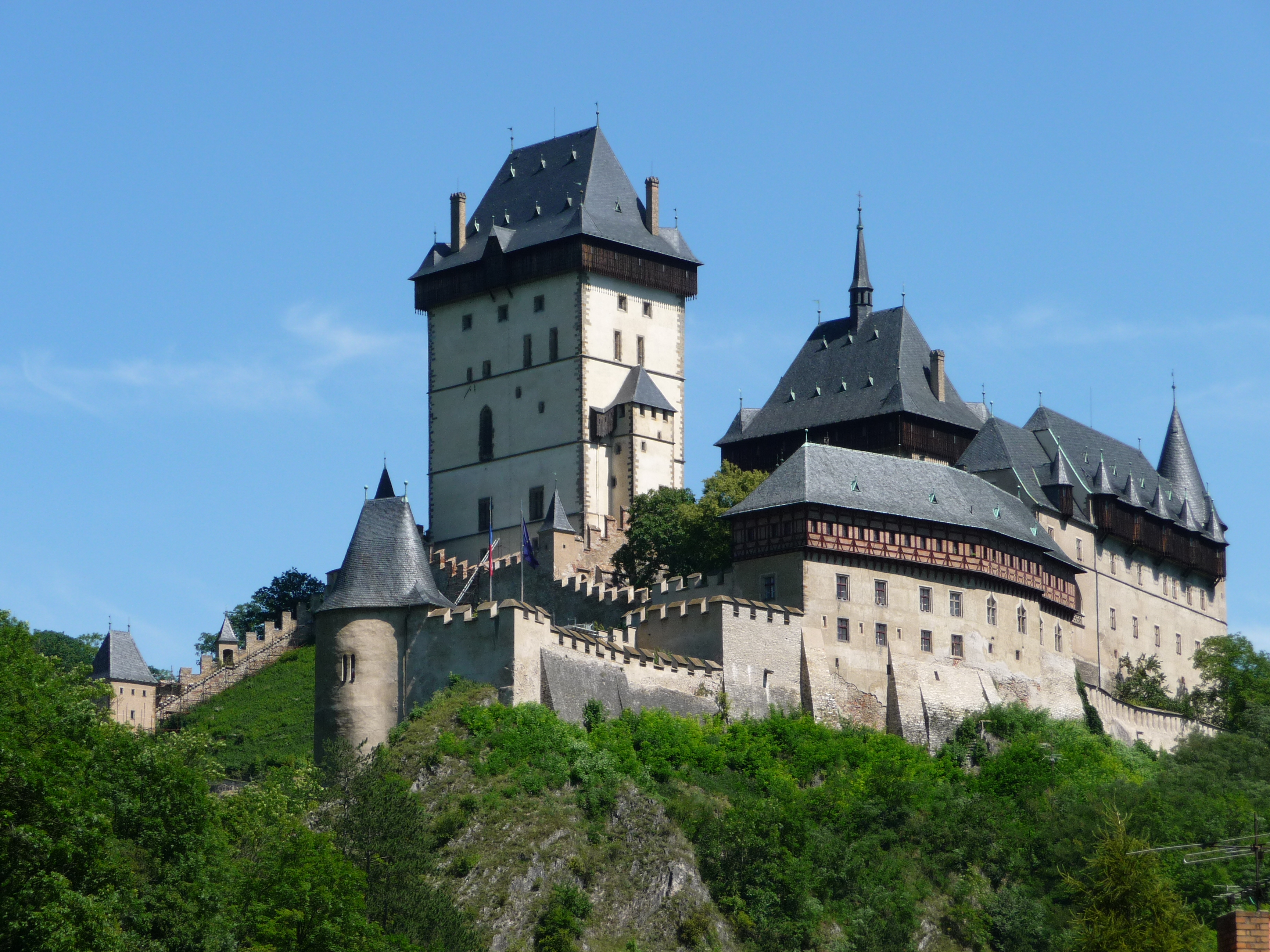
Замок Карлштейн